# Song Bayang
Song Bayang est un village de la région du Centre du Cameroun, situé dans le département du Nyong-et-Kéllé et la commune de Biyouha. 

## Population et développement
En 1963-1964, la localité comptait 157 habitants, pour l'essentiel des Ndog Bessol. 
Lors du recensement de 2005, 138 personnes y ont été dénombrées.

## Personnalités liées à la localité
- Siegfried Roussel Dibong, ingénieur, né le 2 mai 1938 à Song Bayang (mort le 21 mars 2016)[3]